# Materia (filosofía)
La materia es el sustrato del que se deriva la existencia física, permaneciendo más o menos constante en medio de los cambios. La palabra "materia" se deriva de la palabra latina materia, que significa "madera", en el sentido de "material", a diferencia de "mente" o "forma". La imagen de la madera llegó al latín como un calco del uso filosófico griego de hyle (ὕλη). 

## Filosofía griega antigua
En la filosofía griega antigua, arché (ἀρχή) es el principio o el primer principio del mundo. Tales de Mileto afirmó que el primer principio de todas las cosas es el agua. Su teoría fue apoyada por la observación de la humedad en todo el mundo y coincidió con su teoría de que la tierra flotaba sobre el agua. 
La teoría de Tales fue refutada por su alumno y sucesor, Anaximandro. Anaximandro notó que el agua no podía ser el arco porque no podía dar lugar a su fuego opuesto. Anaximandro afirmó que ninguno de los elementos (tierra, fuego, aire, agua) podría ser arqueado por la misma razón. En cambio, propuso la existencia del apeiron, una sustancia indefinida de la que nacen todas las cosas y a la que todas las cosas volverán. 
Anaximenes, el alumno de Anaximandro, adelantó otra teoría. Regresa a la teoría elemental, pero esta vez plantea el aire, en lugar del agua, como el arche. Anaximenes sugiere que todo está hecho de aire a través de rarefacción o condensación (adelgazamiento o engrosamiento). Rara vez, el aire se convierte en fuego; condensado, se convierte primero en viento, luego en nube, agua, tierra y piedra en orden. 
Pitágoras de Samos, matemático, místico y científico, enseñó que el número, más que la materia, constituye la verdadera naturaleza de las cosas. Parece haber influido en la forma ideal de Sócrates. 
Heráclito sostuvo que todo es flujo. En tal sistema no hay necesidad ni posibilidad de materia. Leucipo sostuvo que existen partículas indivisibles, átomos, existencia subyacente. 
Empedocles sostuvo que hay cuatro elementos, de los cuales se derivan las cosas, Tierra, Agua, Fuego y Aire. Algunos agregaron un quinto elemento, el Éter, del cual se derivaron los cielos. Sócrates aceptó (o al menos no rechazó) esa lista, como se ve en el Timeo de Platón, que identifica los cinco elementos con los sólidos platónicos. La tierra estaba asociada con el cubo, el aire con el octaedro, el agua con el icosaedro, el fuego con el tetraedro y los cielos con el dodecaedro. 
Aristóteles, rechazando la teoría atómica, analizó los cuatro elementos terrestres con el sentido del tacto: 
- El aire es principalmente húmedo y secundariamente caliente.
- El fuego es principalmente caliente y secundariamente seco.
- La tierra es principalmente seca y secundariamente fría.
- El agua es principalmente fría y secundariamente húmeda.

Desarrolló la forma ideal de Sócrates en una teoría cuyo objetivo era explicar la existencia a través de la composición de la materia y la forma. Él concibió la materia como una posibilidad pasiva de que algo pudiera ser actualizado por un principio activo, una forma sustancial, dándole existencia real. La teoría de la materia y la forma llegó a conocerse como Hilemorfismo. 
Las ideas de Aristóteles tuvieron poco impacto en el mundo antiguo. El surgimiento del estoicismo representó el regreso a las ideas anteriores. Sus categorías fueron un intento de explicar toda la existencia sin referencia a nada incorpóreo. 
Filón sostuvo que la materia es la base del mal. 
Plotino revivió las ideas de Platón y Aristóteles. 

## Filosofia Hindú
Dentro de filosofía Hindú, en la corriente Sāṃkhya (cerca del año 600 a. C.) se sostenía que el carácter material del mundo se desarrollaba a partir de una sustancia primigenia (prakriti); pero el logro más importante de esta corriente fue el postulado de que el movimiento, el espacio y el tiempo son propiedades inseparables de la materia.
Igualmente dentro de la filosofía 
hindú podemos encontrar el concepto Maia; en el cual  el universo material estaría  formado de apariencias fenoménicas ilusorias que se presentan como existentes y conforman el "tejido" material de maya.

## Filosofía medieval
Muchos cristianos, como Agustín de Hipona, aceptaron a Plotino como el más grande de los filósofos paganos. Partes de los Seis Enéadas de Plotino fueron traducidas al árabe como La Teología de Aristóteles, lo que llevó al florecimiento de la filosofía de Aristóteles en el mundo islámico. Esta versión islámica de Aristóteles finalmente llegó a la Universidad de París y a la atención de la filosofía escolástica y el trabajo de Tomás de Aquino.

## Ciencia moderna
Desde un punto de vista filosófico, el término "materia" todavía se usa para distinguir los aspectos materiales del universo de los aspectos no físicos, como el espíritu. El surgimiento de la química y la física modernas marcó un regreso a las teorías atómicas de Demócrito y Leucipo. Sin embargo, la física cuántica y la relatividad especial complican la imagen a través de la identificación de materia y energía, partículas y ondas.

## Otras lecturas
- Miguel Espinoza, La matière éternelle et ses harmonies éphémères, L’Harmattan, Paris, 2017.
- Henry Laycock, Teorías de la materia Archivado el 4 de noviembre de 2016 en Wayback Machine. (ensayo; PDF)
- Gideon Manning (ed. ), Matter and Form in Early Modern Science and Philosophy, Leiden, Brill, 2012.
- Ernan Mc Mullin (ed. ), El concepto de materia en la filosofía griega y medieval, Notre Dame, Universidad de Notre Dame Press, 1965.
- Ernan Mc Mullin (ed. ), El concepto de materia en filosofía moderna, Notre Dame, Universidad de Notre Dame Press, 1978.